# Liza! Liza!
Liza! Liza! ist das erste Studioalbum von Liza Minnelli. Es erschien 1964. Seine Lieder sind komplett auf der Kompilation The Complete Capitol Collection (2006) enthalten.

## Hintergrund
Liza Minnelli spielte im Februar 1963 für Cadence Records ihre erste Single You Are for Loving ein. Der Song stammte aus dem Musical Best Foot Forward, in dessen Off-Broadway-Adaption Minnelli 1963 die Nebenrolle der männerhungrigen „Ethel Hoffinger“ verkörperte. Der Erfolg des Show-Cast-Albums von Best Foot Forward mündete im Mai 1963 für Minnelli in einen Plattenvertrag mit Capitol Records, wo sie zunächst Pop-Balladen veröffentlichte, die sich an ein jugendliches Publikum richteten. Unter Anleitung des Arrangeurs und Orchesterleiters Peter Matz, der zuvor schon mit Barbra Streisand zusammengearbeitet hatte, nahm Minnelli im Juni 1964 ihr erstes Solo-Album Liza! Liza! auf. Ähnlich wie bei Streisands ersten Alben wurden für Minnelli Musicalsongs und Jazzstandards ausgewählt, woran sich auch Minnellis Jugendfreund Marvin Hamlisch beteiligte, der ebenso das Repertoire ihrer ersten Auftritte als Nachtklubsängerin ab 1965 beeinflussen sollte. Weitere musikalische Ratgeber waren John Kander und Fred Ebb.
Liza! Liza! erschien im September 1964. Wie Biograf Scott Schechter ausführt, wollten die Produzenten Minnelli durch die Liedauswahl von Bühnenstandards wohl zu einer zweiten Streisand formen. Tatsächlich bezeichnete sie Musikkritiker William Ruhlmann als „Barbra Streisands kleine Schwester“.

## Trackliste
1. It’s Just a Matter of Time (Stith, Everitt) – 3:05
2. If I Were in Your Shoes (Fred Ebb, John Kander) – 3:23
3. Meantime (Allen, Stillman) – 3:36
4. Try to Remember (Jones, Schmidt) – 4:20
5. I’m All I’ve Got (Graham, Schafer) – 1:55
6. Maybe Soon (Everitt, Stith) – 3:17
7. Maybe This Time (Fred Ebb, John Kander) – 3:30
8. Don’t Ever Leave Me (Oscar Hammerstein, Jerome Kern) – 2:39
9. Travelin’ Life (Liebling, Marvin Hamlisch) – 2:52
10. Together Wherever We Go (Stephen Sondheim, Styne) – 3:45
11. Blue Moon (Richard Rodgers, Lorenz Hart) – 2:03
12. I Knew Him When (Arlen, Gershwin, Harburg) – 2:45

## Rezeption
In ihren frühen Jahren als Sängerin wurde Minnelli eigener Aussage zufolge von ihrem Freund und Mentor Charles Aznavour gefördert, der sie insbesondere darin bestärkte, ihre Songs darstellerisch zu interpretieren. So stellt der William Ruhlmann Minnellis Vielseitigkeit als Sängerin fest, die die Songs ihres Albums entweder komödiantisch oder melancholisch zum Besten gäbe. Er stellt dabei auch Parallelen zwischen den Interpretationsstilen Minnellis und ihrer Mutter Judy Garland fest. Minnelli sänge mit einer Mischung aus emotionaler Verletzlichkeit und fast unbändiger Stärke; spezielle Affinität zeige sie vor allem zu den Songs von John Kander und Fred Ebb. Die Presse lobte das Album seinerzeit als „viel versprechendes Debüt“ (Cashbox), „beeindruckend“, „betörend“ und „wunderbar abwechslungsreich“ (Record World). Liza! Liza! war acht Wochen auf Platz 116 der Billboard-200-Albencharts vertreten.